# سلنا + سرآشپز
سلنا + سرآشپز (به انگلیسی: Selena + Chef) نمایش آشپزی تلویزیون-اینترنت آمریکایی به میزبانی سلنا گومز است که در ۱۳ اوت ۲۰۲۰ در شبکه اچ‌بی‌او مکس پخش شد. فصل اول شامل ۱۰ قسمت بود. در اوت ۲۰۲۰، سریال برای فصل دوم تمدید شد که پخش آن از ۱۹ نوامبر ۲۰۲۰ آغاز و تا اوایل سال ۲۰۲۱ ادامه داشت. در آپریل ۲۰۲۱، سریال برای فصل سوم تمدید و در ۲۸ اکتبر ۲۰۲۱ منتشر شد. در نوامبر ۲۰۲۱، سریال برای فصل چهارم تمدید شد که اولین بار در ۱۸ اوت ۲۰۲۲ پخش شد.

## داستان
سلنا گومز در یک سریال آشپزی بدون فیلمنامه که در خانه‌اش فیلمبرداری شده‌است، ظاهر می‌شود. در هر قسمت سلنا با یک غذای جدید سروکار دارد و مهمانان هر قسمت که سرآشپزهای حرفه‌ای هستند، دستور پخت، نکات و ترفندها را آموزش می‌دهند. پس از هر قسمت مبلغ ۱۰٬۰۰۰ دلار از سوی سریال به خیریه انتخابی سرآشپز هدیه می‌شود که اغلب مربوط به غذا است.

## بازیگران
سلنا گومز به عنوان مجری سریال ظاهر می‌شود. مهمانان تأیید شده برای فصل اول عبارتند از:
- لودو لوفور
- آنتونیا لوفاسو
- کندیس کومای
- روی چوی
- جان شوک
- وینی دوتولو
- نانسی سیلورتون
- آنجلو سوسا
- تانیا هالند
- دنیل هولزمن
- نیشا ارینگتون

مهمانان تأیید شده برای فصل دوم عبارتند از:
- کرتیس استون
- جی‌جی جانسن
- خوسه آندرس
- مارکوس ساموئلسون
- کلیس راجرز
- جردن اندینو
- مارسلا وایادولید
- ایوان فونکه
- گراهام الیوت
- آرتی سکویرا

مهمانان تأیید شده برای فصل سوم عبارتند از:
- کوآم اونوواچی
- آیشا کری
- ارون سانچز
- فابیو ویویانی
- ریچارد بلز
- پادما لاکشمی
- استر چوی
- سوفیا رو
- گیب کندی
- جیمی الیور

مهمانان تأیید شده برای فصل چهارم عبارتند از:
- لودو لوفور
- کریستن کیش
- دوون فرانسیس
- ریچل ری
- نیک دی جووانی
- آدرین چیتم
- متی ماتسون
- پریا کریشنا
- پائولا ولز
- گوردون رمزی

### مهمانان ویژه
- نانا کورنت
- پاپا کورنت
- لیز گلدن
- راکوئل استیونز
- ترزا میگنوس
- پیج رید
- فاکس مارتیندال (فصل سه)
- گریسی الیوت تیفی (فصل سه–اکنون)
- آنا کالینز (فصل سه)
- کانر فرانکلین (فصل چهار)
- اشلی کوک (فصل چهار)

## قسمت‌ها
| فصل | قسمت‌ها | قسمت‌ها | تاریخ اصلی پخش | تاریخ اصلی پخش |
| فصل | قسمت‌ها | قسمت‌ها | اولین بار      | آخرین بار      |
| --- | ------ | ------ | -------------- | -------------- |
| ۱   | ۱۰     | ۱۰     | ۱۳ اوت ۲۰۲۰    | ۲۷ اوت ۲۰۲۰    |
| ۲   | ۱۰     | ۱۰     | ۱۹ نوامبر ۲۰۲۰ | ۴ فوریه ۲۰۲۱   |
| ۳   | ۱۰     | ۱۰     | ۲۸ اکتبر ۲۰۲۱  | ۱۱ نوامبر ۲۰۲۱ |
| ۴   | ۱۰     | ۱۰     | ۱۸ اوت ۲۰۲۲    | ۱ سپتامبر ۲۰۲۲ |

### فصل ۱
| شم. کلی                                                                                    | شم. در فصل | عنوان                   | تاریخ پخش اصلی |
| ------------------------------------------------------------------------------------------ | ---------- | ----------------------- | -------------- |
| ۱                                                                                          | ۱          | «سلنا + لودو لوفور»     | ۱۳ اوت ۲۰۲۰    |
| آشپز فرانسوی، لودو لوفور، طرز تهیه «املت فرانسوی» و «سوفله پنیر» را به سلنا می‌آموزد.       |            |                         |                |
| ۲                                                                                          | ۲          | «سلنا + آنتونیا لوفاسو» | ۱۳ اوت ۲۰۲۰    |
| آنتونیا لوفاسو طرز تهیه «توستادای غذای دریایی» را به سلنا می‌آموزد.                         |            |                         |                |
| ۳                                                                                          | ۳          | «سلنا + کندیس کومای»    | ۱۳ اوت ۲۰۲۰    |
| کومای طرز تهیه «رامن میسو فلفلی» و «کوکی شکلاتی ماچا» را به سلنا می‌آموزد.                  |            |                         |                |
| ۴                                                                                          | ۴          | «سلنا + روی چوی»        | ۲۰ اوت ۲۰۲۰    |
| روی چوی طرز تهیه «تاکوهای صبحانه کره‌ای» و «مالاساداس هاوایی» خود را به سلنا می‌آموزد.       |            |                         |                |
| ۵                                                                                          | ۵          | «سلنا + جان و وینی»     | ۲۰ اوت ۲۰۲۰    |
| جان و وینی طرز تهیه «شام مرغ» و «بروسکتا» را به سلنا می‌آموزند.                             |            |                         |                |
| ۶                                                                                          | ۶          | «سلنا + نانسی سیلورتون» | ۲۰ اوت ۲۰۲۰    |
| نانسی سیلورتون طرز تهیه «بوفه مهمانی ایتالیایی» را به سلنا می‌آموزد.                        |            |                         |                |
| ۷                                                                                          | ۷          | «سلنا + آنجلو سوسا»     | ۲۷ اوت ۲۰۲۰    |
| آنجلو طرز تهیه «گوآکاموله ۱۰۱» و «برنج سرخ شده مدل باجا» را به سلنا می‌آموزد.               |            |                         |                |
| ۸                                                                                          | ۸          | «سلنا + تانیا هالند»    | ۲۷ اوت ۲۰۲۰    |
| هالند طرز تهیه «مرغ سرخ شده باترمیلک» و «بیکن، چدار و بیسکوییت پیازچه» را به سلنا می‌آموزد. |            |                         |                |
| ۹                                                                                          | ۹          | «سلنا + دنیل هولزمن»    | ۲۷ اوت ۲۰۲۰    |
| هولزمن طرز تهیه «کوفته مرغ و نوکی» را به سلنا می‌آموزد.                                     |            |                         |                |
| ۱۰                                                                                         | ۱۰         | «سلنا + نیشا ارینگتون»  | ۲۷ اوت ۲۰۲۰    |
| ارینگتون طرز تهیه «برانزینو به همراه سس مخصوص نارگیلی-گوجه‌ای» را به سلنا می‌آموزد.          |            |                         |                |